# Duroia gransabanensis
Duroia gransabanensis är en måreväxtart som beskrevs av Julian Alfred Steyermark. Duroia gransabanensis ingår i släktet Duroia och familjen måreväxter. Inga underarter finns listade i Catalogue of Life.